# Rhytisma lagerstroemiae
Rhytisma lagerstroemiae är en svampart som beskrevs av Henn. 1878. Rhytisma lagerstroemiae ingår i släktet Rhytisma och familjen Rhytismataceae.   Inga underarter finns listade i Catalogue of Life.